# Пакульська волость
Пакульська волость — історична адміністративно-територіальна одиниця Чернігівського повіту Чернігівської губернії з центром у селі Пакуль.
Станом на 1885 рік складалася з 27 поселень, 21 сільської громади. Населення — 9687 осіб (4810 чоловічої статі та 4877 — жіночої), 1757 дворових господарств.
|                     | Площа, десятин | У тому числі орної, дес. |
| ------------------- | -------------- | ------------------------ |
| Сільських громад    | 6668           | 5620                     |
| Приватної власності | 4132           | 1752                     |
| Казенної власності  | 23614          | 10912                    |
| Іншої власності     | 357            | 241                      |
| Загалом             | 34771          | 17498                    |

Основні поселення волості:
- Пакуль — колишнє державне й власницьке село при річці Пакулька за 40 верст від повітового міста, 1295 осіб, 197 дворів, православна церква, школа, 2 постоялих будинки, лавка, водяний і 13 вітряних млини, маслобійний завод.
- Ведильці — колишнє державне село при річці Пакулька, 1548 осіб, 307 двори, православна церква, 3 постоялих будинки, лавка, водяний і 22 вітряних млини, маслобійний завод.
- Ковпита — колишнє державне село, 1553 особи, 268 дворів, православна церква, 3 постоялих будинки, 20 вітряних млинів, маслобійний завод.
- Коряківка — колишнє державне село, 974 особи, 227 дворів, 2 православні церкви, 3 постоялих будинки, 19 вітряних млинів, крупорушка, 2 маслобійних заводи.
- Малі Осняки — колишнє державне й власницьке село, 589 осіб, 110 дворів, постоялий будинок, 3 вітряних млини, маслобійний і винокурний заводи.
- Мньов — колишнє державне село при озері Річище, 628 осіб, 155 дворів, православна церква, 2 постоялих будинки, 5 вітряних млинів, маслобійний завод.
- Навози — колишнє державне й власницьке село при річці Дніпро, 1405 осіб, 258 дворів, православна церква, 2 постоялих будинки, 5 водяних і 10 вітряних млинів, 2 маслобійних заводи.

1899 року у волості налічувалось 9 сільських громад, населення зросло до 16 232 особи (8178 чоловічої статі та 8054 — жіночої).